# Japoatã
Japoatã é um município brasileiro do estado de Sergipe.

## Geografia
Localiza-se a uma latitude 10º20'48" sul e a uma longitude 36º48'04" oeste, estando a uma altitude de 91 metros.  Sua população estimada em 2004 era de 14.288 habitantes.
Possui uma área de  397,4 km².